# Modórobo
Modórobo (en rus: Модоробо) és un poble del krai de Perm, a Rússia, que forma part del raion de Gaini. El 2010 tenia 6 habitants.